# 2號染色體
2號染色體是人類的23對染色體之一。在正常的人類體細胞中，會有1對2號染色體。這條染色體是人類所擁有的第二大染色體，擁有2.37億個鹼基對，其佔有的DNA大小，大約是細胞中DNA總數的8%。
2號染色體所擁有的基因數目並不確定，目前遺傳學研究估計大約有1,888個基因。重要的發育調控基因之一HOXD同源框基因簇位在這條染色體上。

## 演化
2號染色體可能是源自兩個染色體的融合，證據是這條染色體與猿類的兩條染色體吻合，以及退化的著絲粒（centromere）與端粒（telomere）。